# جنگل‌های خشک جنب‌حاره‌ای سونورا–سینالوآ
جنگل‌های خشک جنب‌حاره‌ای سونورا–سینالوآ (به اسپانیایی: Sonoran–Sinaloan transition subtropical dry forest) بوم‌ناحیه‌ای از نوع جنگل‌های پهن‌برگ خشک حاره‌ای و جنب‌حاره‌ای در مکزیک است که در سینالوآ واقع شده‌است.